# Saint-Jean-de-Soudain
Pour les articles homonymes, voir Saint-Jean.
Saint-Jean-de-Soudain est une commune française située dans le département de l'Isère en région Auvergne-Rhône-Alpes. Elle est adhérente à la communauté de communes Les Vals du Dauphiné depuis le 1er janvier 2017.
La commune est plus précisément située dans la partie occidentale de la petite agglomération de La Tour-du-Pin, laquelle se place approximativement à égale distance des agglomérations de Lyon, située au nord-ouest, de Grenoble, située au sud, et de Chambéry, située à l'est.
Son territoire héberge un édifice classé au titres des Monuments historiques datant du XVIIe siècle, le château de Cuirieu.

## Géographie

### Situation et description
Saint-Jean-de-Soudain est située dans le département de l'Isère et plus précisément dans la partie septentrionale de ce département, dénommé localement sous le vocable de Nord-Isère.
Saint-Jean-de-Soudain est limitrophe de la ville de La Tour-du-Pin, sous-préfecture de l'Isère, situé à l'est de son territoire. Le bourg, situé au sud du territoire communal se positionne plus précisément dans la vallée de la Bourbre.

### Communes limitrophes

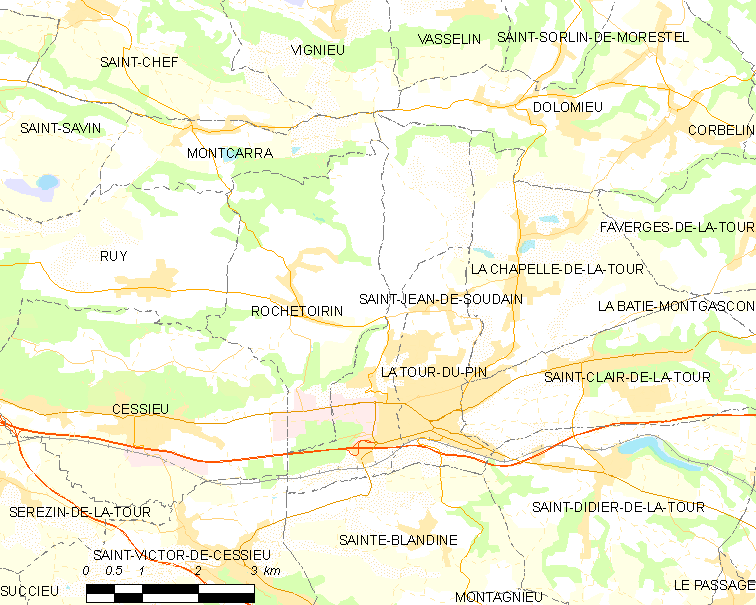
Plan de la commune et des communes limitrophes

### Géologie
Le territoire de Saint-Jean-de-Soudain se situe dans la vallée de la Bourbre et les collines qui la domine et donc entre la plaine de Lyon et la bordure occidentale du plateau du Bas-Dauphiné qui recouvre toute la partie iséroise où il n'y a pas de massifs montagneux. Ce plateau se confond en grande partie avec la micro-région du Nord-Isère, région qui est composée essentiellement de collines de basse ou moyenne altitude et des longues vallées et plaines.

Situation du Nord-Isère

### Climat
Pour des articles plus généraux, voir Climat d'Auvergne-Rhône-Alpes et Climat de l'Isère.
En 2010, le climat de la commune est de type climat océanique altéré, selon une étude du Centre national de la recherche scientifique s'appuyant sur une série de données couvrant la période 1971-2000. En 2020, Météo-France publie une typologie des climats de la France métropolitaine dans laquelle la commune est exposée à un climat de montagne ou de marges de montagne et est dans la région climatique  Alpes du nord, caractérisée par une pluviométrie annuelle de 1 200 à 1 500 mm, irrégulièrement répartie en été. 
Pour la période 1971-2000, la température annuelle moyenne est de 11,3 °C, avec une amplitude thermique annuelle de 17,5 °C. Le cumul annuel moyen de précipitations est de 1 135 mm, avec 9,7 jours de précipitations en janvier et 7,1 jours en juillet. Pour la période 1991-2020, la température moyenne annuelle observée sur la station météorologique de Météo-France la plus proche, « Bourgoin », sur la commune de Bourgoin-Jallieu à 12 km à vol d'oiseau, est de 12,4 °C et le cumul annuel moyen de précipitations est de 844,0 mm,. Pour l'avenir, les paramètres climatiques de la commune estimés pour 2050 selon différents scénarios d'émission de gaz à effet de serre sont consultables sur un site dédié publié par Météo-France en novembre 2022.

### Hydrographie
Le territoire de la commune de Saint-Jean-de-Soudain est traversé dans sa partie méridionale par la Bourbre, un affluent direct en rive gauche du Rhône, d'une longueur de 72,2 km. Il est également bordé, à l'ouest, par un de ses affluent le ruisseau de Buyat.

### Voies de communication
Le territoire de la commune de Saint-Jean-de-Soudain est traversé par les axes suivants :
- L'autoroute A43, voie autoroutière qui relie la commune à Lyon et à Chambéry, mais également à l'A48 qui la relie à Grenoble grâce un échangeur situé entre la Tour-du-Pin et Bourgoin-Jallieu.

 9 à 47 km : La Tour-du-Pin-centre
- La route départementale 1006 (RD 1006) qui correspond à l'ancienne l'ancienne RN 6 reclassée en route départementale et relie la commune avec les communes de Bourgoin-Jallieu, en se dirigeant vers Lyon et La Tour-du-Pin, en se dirigeant vers Chambéry.

## Urbanisme

### Typologie
Au 1er janvier 2024, Saint-Jean-de-Soudain est catégorisée centre urbain intermédiaire, selon la nouvelle grille communale de densité à sept niveaux définie par l'Insee en 2022.
Elle appartient à l'unité urbaine de La Tour-du-Pin, une agglomération intra-départementale regroupant 15  communes, dont elle est une commune de la banlieue,,. Par ailleurs la commune fait partie de l'aire d'attraction de Lyon, dont elle est une commune de la couronne,. Cette aire, qui regroupe 397 communes, est catégorisée dans les aires de 700 000 habitants ou plus (hors Paris),.

### Occupation des sols
L'occupation des sols de la commune, telle qu'elle ressort de la base de données européenne d’occupation biophysique des sols Corine Land Cover (CLC), est marquée par l'importance des territoires agricoles (68,3 % en 2018), en diminution par rapport à 1990 (69,8 %). La répartition détaillée en 2018 est la suivante : 
zones agricoles hétérogènes (49,1 %), prairies (18,4 %), zones urbanisées (12,6 %), forêts (12,5 %), zones industrielles ou commerciales et réseaux de communication (6,6 %), terres arables (0,7 %). L'évolution de l’occupation des sols de la commune et de ses infrastructures peut être observée sur les différentes représentations cartographiques du territoire : la carte de Cassini (XVIIIe siècle), la carte d'état-major (1820-1866) et les cartes ou photos aériennes de l'IGN pour la période actuelle (1950 à aujourd'hui).

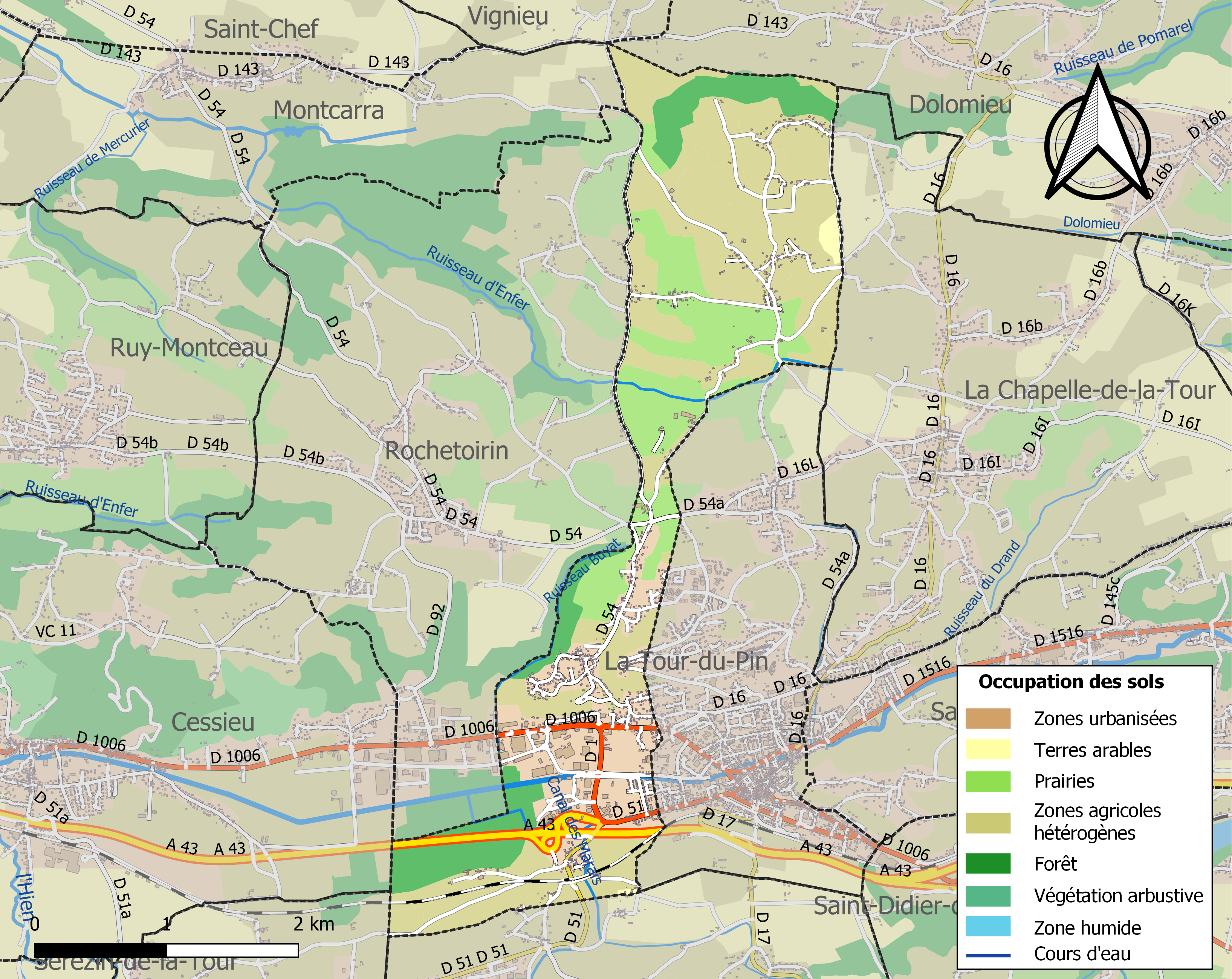
Carte des infrastructures et de l'occupation des sols de la commune en 2018 (CLC).

### Hameaux, quartier et lieux-dits et écarts de la commune
Voici, ci-dessous, la liste la plus complète possible des divers hameaux, quartiers et lieux-dits résidentiels urbains comme ruraux de la Tour-du-PIn, ainsi que les écarts qui composent le territoire de la commune de Rencurel, présentés selon les références toponymiques fournies par le site géoportail de l'Institut géographique national.
| - Salérieu - les Bruyères - le Bressan - Saint-Vivant - le Puits | - Chantilin - l'Iris - Fontenaille - les Grandes Concises - Molard Maillet | - Comabalan - Badieu dessus - Bas Cuirieu - la Tabagie - les Bourrins |

### Risques naturels et technologiques majeurs

#### Risques sismiques
L'ensemble du territoire de la commune de Saint-Jean-de-Soudain est situé en zone de sismicité n°3, comme la plupart des communes de son secteur géographique.
| Type de zone | Niveau            | Définitions (bâtiment à risque normal) |
| ------------ | ----------------- | -------------------------------------- |
| Zone 3       | Sismicité modérée | accélération = 1,1 m/s2                |

## Histoire

### Préhistoire et Antiquité
Au début de l'Antiquité, le territoire de la tribu gauloise des Allobroges s'étendait sur la plus grande partie des pays qui seront nommés plus tard la Sapaudia (ce « pays des sapins » deviendra la Savoie) et au nord de l'Isère.
Les Allobroges, comme bien d'autres peuples gaulois, sont une « confédération ». En fait, les Romains donnèrent, par commodité le nom d'Allobroges à l'ensemble des peuples gaulois vivant dans la civitate (cité) de Vienne, à l'ouest et au sud de la Sapaudia.

## Politique et administration

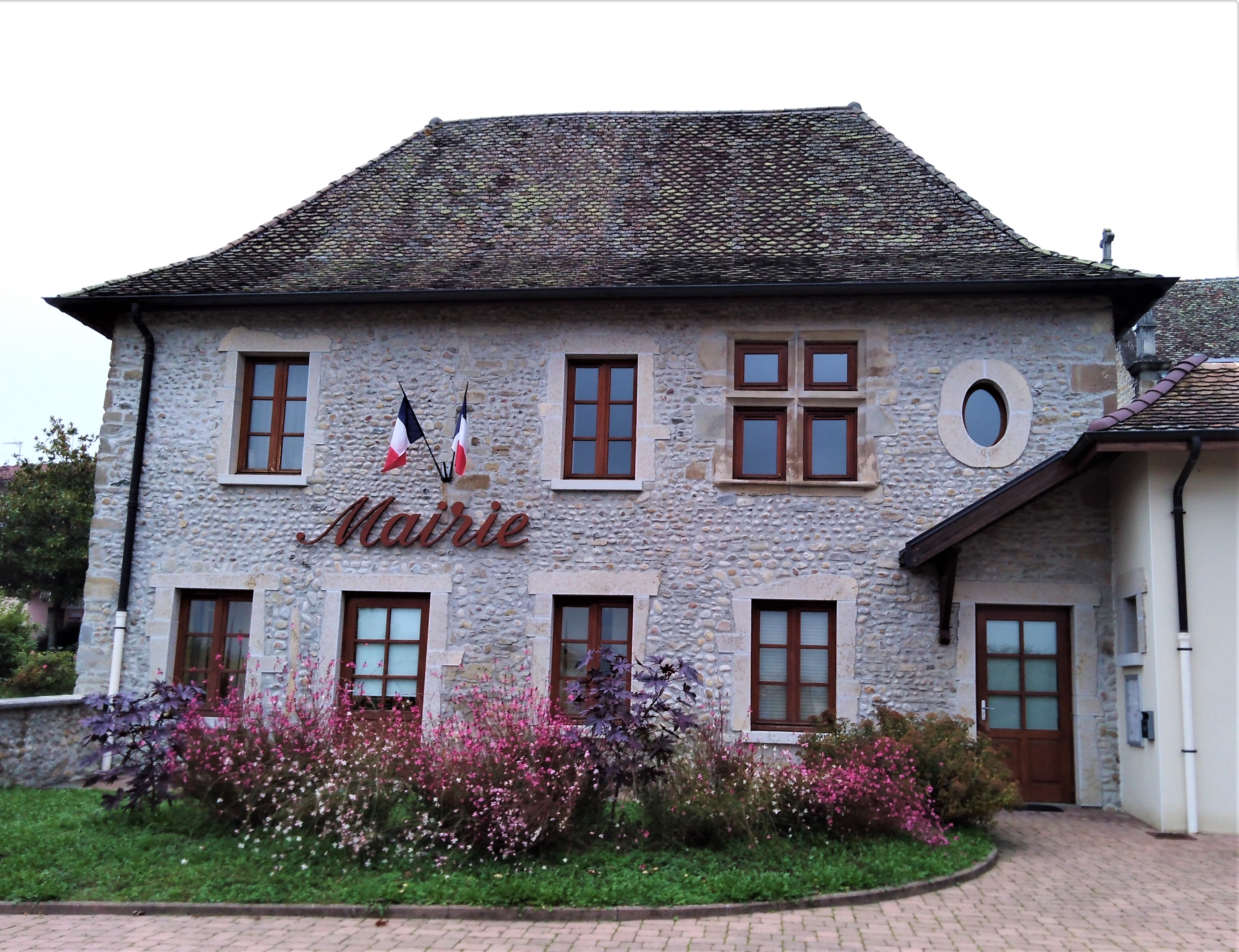
Mairie de Saint-Jean-de-Soudain en octobre 2019

### Administration municipale
En 2019, le conseil municipal de Saint-Jean-de-Soudain est composé de quinze conseillers municipaux (sept femmes et huit hommes) dont le maire, quatre adjoints au maire et dix conseillers municipaux.

## Population et société

### Démographie
L'évolution du nombre d'habitants est connue à travers les recensements de la population effectués dans la commune depuis 1800. Pour les communes de moins de 10 000 habitants, une enquête de recensement portant sur toute la population est réalisée tous les cinq ans, les populations de référence des années intermédiaires étant quant à elles estimées par interpolation ou extrapolation. Pour la commune, le premier recensement exhaustif entrant dans le cadre du nouveau dispositif a été réalisé en 2005.

En 2022, la commune comptait 1 698 habitants, en évolution de +7,74 % par rapport à 2016 (Isère : +3,07 %, France hors Mayotte : +2,11 %).
| 1800 | 1806 | 1821 | 1831 | 1836 | 1841 | 1846 | 1851 | 1856 |
| ---- | ---- | ---- | ---- | ---- | ---- | ---- | ---- | ---- |
| 488  | 542  | 613  | 722  | 695  | 736  | 830  | 766  | 766  |

| 1861 | 1866 | 1872 | 1876 | 1881 | 1886 | 1891 | 1896 | 1901 |
| ---- | ---- | ---- | ---- | ---- | ---- | ---- | ---- | ---- |
| 748  | 741  | 719  | 695  | 684  | 702  | 708  | 687  | 690  |

| 1906 | 1911 | 1921 | 1926 | 1931 | 1936 | 1946 | 1954 | 1962 |
| ---- | ---- | ---- | ---- | ---- | ---- | ---- | ---- | ---- |
| 663  | 614  | 531  | 534  | 529  | 483  | 530  | 576  | 648  |

| 1968 | 1975 | 1982 | 1990 | 1999 | 2005  | 2006  | 2010  | 2015  |
| ---- | ---- | ---- | ---- | ---- | ----- | ----- | ----- | ----- |
| 652  | 735  | 839  | 934  | 980  | 1 281 | 1 315 | 1 430 | 1 572 |

| 2020  | 2022  | - | - | - | - | - | - | - |
| ----- | ----- | - | - | - | - | - | - | - |
| 1 661 | 1 698 | - | - | - | - | - | - | - |

### Enseignement
La commune est rattachée à l'académie de Grenoble et compte une école maternelle et élémentaire située dans le bourg. Lors de la rentrée scolaire 2018/2019, cet établissement présentait un effectif de 171 élèves.

### Médias
Historiquement, le quotidien à grand tirage Le Dauphiné libéré consacre, chaque jour, y compris le dimanche, dans son édition du Nord-Isère, un ou plusieurs articles à l'actualité du canton et de l'agglomération, ainsi que des informations sur les éventuelles manifestations locales, les travaux routiers, et autres événements divers à caractère local.
La commune est située sur l'aire de diffusion de radio Ici Isère, une radio publique qui émet sur tout le territoire du département de l'Isère.

### Cultes

#### Culte catholique
La communauté catholique et l'église de Saint-Jean-de-Soudain (propriété de la commune) dépendent de la paroisse Sainte-Anne qui est, elle-même, rattachée au diocèse de Grenoble-Vienne.

## Culture locale et patrimoine

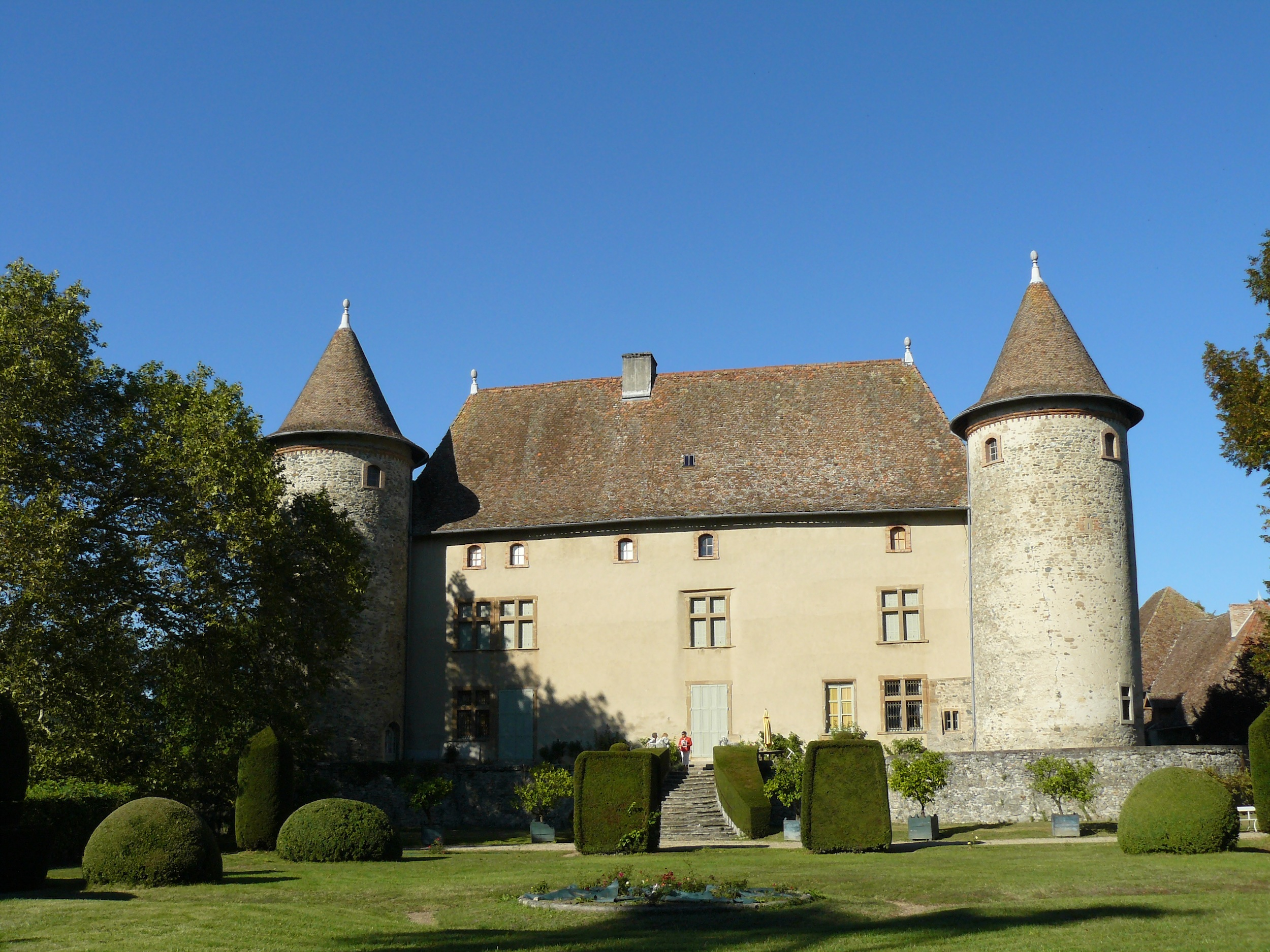
Château de cuirieu

### Lieux et monuments

#### Le château de Cuirieu
Le château de Cuirieu, datant des XVIIe et XVIIIe siècles, est situé dans le hameau de Bas-Cuirieu. L'édifice est inscrit au titre des monuments historiques par arrêté du 22 janvier 1955, avec ses communs et son jardin à la française. ce château n'est pas ouvert aux visites mais il peut être ouvert à l'occasion des journées du patrimoine.

#### L'église paroissiale
La construction de l'église paroissiale Saint-Jean-Baptiste débute au XVe siècle, à l’initiative d'une famille de la région, les Rivoire qui souhaitait y établir leur tombeau de famille. Au début des années 1970, des fouilles entreprises dans le chœur ont permis de mettre jour une dizaine de squelettes ainsi que de vieilles tuiles ce qui laisse penser que cette église se situe sur l’emplacement d’un oratoire gallo-romain. La mairie est située dans l'ancien presbytère.

#### Autres monuments
Le monument aux morts communal qui se présente sous la forme d'un simple obélisque sur socle. Celui-ci, Surélevé sur une plate-forme en pavés autobloquants et accessible après avoir gravi quatre marches, est dédié aux soldats de la commune morts durant les deux guerres mondiales.

### Personnalités liées à la commune
Le château de Cuirieu garde le souvenir du marquis du Vivier, original qui louait ses maîtresses par contrat devant notaire et leur imposait de défiler en robe de soie rouge le jour de la Fête-Dieu.

### Héraldique
| Blason de Saint-Jean-de-Soudain | Blason  | Blason de Saint Jean de Soudain. |
| Blason de Saint-Jean-de-Soudain | Détails |                                  |